# 移动辅助语言学习
移动辅助语言学习（Mobile-Assisted Language Learning，缩写MALL）是指利用移动技术辅助或增强语言学习的一种方法。
使用移动应用程序是移动学习的主要方法，数字游戏元素经常被整合到移动辅助语言学习中，以有效改善学习体验并激励学习者的动机。有一些专门为此开发的移动应用程序，例如WikiTalki、Quiz Time等。

## 参看
- 移动学习
- 技术增强语言学习
- 计算机辅助语言学习